# کمال الدین دهشیری
کمال‌الدین دهشیری (زادهٔ ۱۳۰۸ در یزد - درگذشتهٔ ۲۳ مهر ۱۳۹۶ در تهران) بنیان‌گذار رشته مستقل رادیوتراپی و استاد بازنشسته کلینیکال انکولوژی دانشگاه علوم پزشکی تهران، اهل ایران بود.

## زندگی‌نامه
سید کمال‌الدین دهشیری در سال ۱۳۰۸ در یزد متولد شد. وی تحصیلات ابتدائی تا پایان متوسطه را در این شهر گذراند. سپس برای ادامه تحصیل به دانشگاه تهران رفت و در رشته پزشکی عمومی در سال ۱۳۳۵ فارغ‌التحصیل شد.
وی برای گذراندن دوره تخصص خود به انگلستان رفت و موفق به اخذ درجه MSC در فیزیک اشعه و رادیوبیولوژی از دانشگاه لندن در سال ۱۹۶۶ و تخصص رادیوتراپی DMRT از کالج سلطنتی پزشکان انگلستان در سال ۱۹۶۷شد.
او بنیاگذار رشته تخصصی رادیوتراپی در ایران است.تا قبل از آن رادیوتراپی بخشی از رشته رادیولوژی بود. وی همچنین عضو فرهنگستان علوم پزشکی بود.
در آذر سال ۱۳۸۳ در چهارمین همایش تقدیر از استادان پیشکسوت دانشگاه علوم پزشکی تهران، کمال الدین دهشیری به همراه ۹ استاد پیشکسوت دیگر مورد تقدیر قرار گرفت.
همچنین در آذر سال ۱۳۹۴ در بیست و ششمین همایش سالیانه انستیتو کانسر، از کمال الدین دهشیری تجلیل به عمل آمد.

## فعالیت‌های علمی و اجرایی
- بنیان‌گذار رشته مستقل رادیوتراپی و گروه آموزشی رادیوتراپی انکولو‍ژی
- استاد بازنشسته کلینیکال انکولوژی دانشگاه علوم پزشکی تهران
- دانشیار فیزیک پزشکی
- مدیر گروه رادیوتراپی انکولوژی دانشگاه علوم پزشکی تهران
- رئیس انجمن رادیوتراپی انکولوژی
- دبیر بورد تخصصی رادیوتراپی انکولوژی
- ایجاد رادیوتراپی به عنوان یک رشته بالینی
- پژوهش در درمان سرطان مری و لنفوم‌های شکمی

## درگذشت
کمال‌الدین دهشیری ۲۳ مهر ۱۳۹۶ در سن ۸۸ سالگی درگذشت.